# Yann Richard

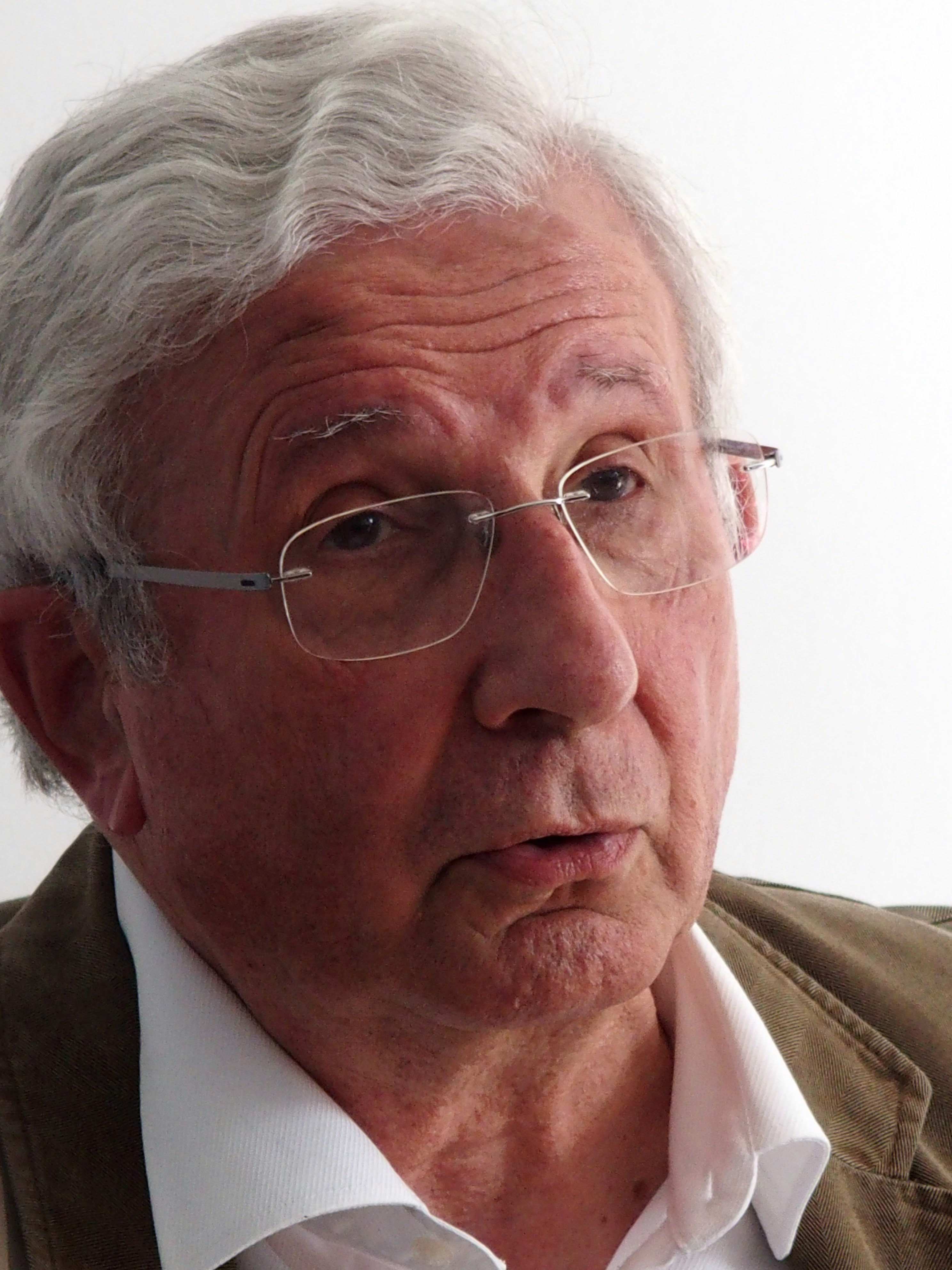
Yann Richard

Yann Richard, född 1948 i Joncy (Saône-et-Loire), är professor emeritus i iranistik vid Sorbonne i Paris, specialist i religionssociologi, religion i Iran, iransk historia och persisk litteratur.
Richard tillträdde 1993 som professor och chef för l’Institut d’études iraniennes vid Université Paris 3 - Sorbonne Nouvelle. 

## Verk i urval
- Entre l'Iran et l'Occident: Adaptation et assimilation des idées et techniques occidentales en Iran, éditions de la Maison des Sciences de l'Homme, Paris, 1989, 242 p.
- L'Islam chiite : Croyances et idéologies, éditions Fayard, 1991.
- 100 mots pour dire l'Iran moderne, éditions Maisonneuve & Larose, Paris, 2003.
- L'Iran. Naissance d'une république islamique, éditions de La Martinière, Paris, 2006.
- L'Iran au XXe siècle : Entre nationalisme, islam et mondialisation, éditions Fayard, Paris, 2007.
- L'Iran de 1800 à nos jours, édition Flammarion, Paris, 2009.